# Jekyll & Hyde
|  | Per a altres significats, vegeu «Jekyll i Hyde». |

|  | No s'ha de confondre amb el curtmetratge Hyde & Jekill.. |

Jekyll & Hyde és un musical, basat en la novel·la de Robert Louis Stevenson L'estrany cas del Dr. Jekyll i Mr. Hyde. Va ser concebut per Steve Cuden i Frank Wildhorn; la música és de Wildhorn i el llibret i les lletres són de Leslie Bricusse. Es representà a Broadway 1.543 funcions entre 1997 i 2001; però, malgrat aquesta llarga estada, el musical va acabar perdent diners (més d'1,5 milions de dòlars), i no va aconseguir unes crítiques espectaculars.

## Rerefons
Frank Wildhorn i Steve Cuden havien escrit la música i les lletres, respectivament, a finals de la dècada de 1980, però no es va poder produir a Broadway a causa de la mancança de finançament. Va ser reescrit amb Leslie Bricusse i estrenat al Alley Theatre de Houston el 1990. També el 1990 Colm Wilkinson i Linda Eder van enregistrar un àlbum conceptual.

## Produccions
Jekyll & Hyde s'estrenà al Alley Theatre de Houston al maig de 1990 amb algun retoc a les cançons. El repartiment estava encapçalat per Chuck Wagner com Henry Jekyll i Linda Eder com Lucy.
Com que els autors no trobaven finançament per estrenar a Broadway, el 1994 van decidir enregistrar un nou CD doble, sota el títol de "Jekyll i Hyde – The Ghotic Musical Thriller – The complete work ", amb Anthony Warlow (qui mai no va interpretar el paper) com Jekyll i Hyde, Linda Eder com Lucy i Carolee Carmello com Emma. Gràcies al nou CD tornà a estrenar-se al Alley Theatre de Houston el gener de 1995, viatjant a Seattle al febrer. Després, entre agost de 1995 i abril de 1996 realitzà una gira pels Estats Units.
Va estrenar-se al Plymouth Theatre de Broadway el 28 d'abril de 1997, tancant el 7 de gener del 2001, després de 44 prèvies i 1.543 funcions; amb una nova reescriptura de l'obra i la modificació d'alguns temes. Va ser dirigida per Robin Phillips. Estava protagonitzada per Robert Cuccioli com Dr. Henry Jekyll i Edward Hyde, Linda Eder com Lucy i Christiane Noll com Emma Carew. Rob Evan feia les matinals com Dr. Henry Jekyll; i va ser nominada a quatre Premis Tony. Brad Oscar i Emily Skinner van debutar a Broadway amb aquest musical. Entre els intèrprets notables estan David Hasselhoff i Leah Hocking (Lucy). Jekyll & Hyde és l'espectacle de més llarga durada al Plymouth Theatre. Quan tancà havia recuperat un 75% de la inversió inicial de 7 milions de dòlars.
Gires
La segona gira pels Estats Units es realitzà entre abril de 1999 i abril del 2000, interpretant-se en 37 ciutats dels Estats Units i 2 del Canadà. Estava protagonitzada per Chuck Wagner, Sharon Brown (Lucy) i Andrea Rivette.
Entre agost del 2004 i maig del 2005 va realitzar-se una gira pel Regne Unit, protagonitzada per Paul Nicholas (Jekyll/Hyde), Louise Dearman (Lucy) i Shona Lindsay (Lisa). Encara mai no s'ha estrenat a Londres.
Adaptacions
El musical ha estat adaptat a una versió en concert, Jekyll & Hyde - The Concert, que sortí de gira pels Estats Units i Corea del Sud entre 2004 i 2007. El repartiment americà incloïa a Rob Evan (Jekyll/Hyde), Kate Shindle (Lucy) i Brandi Burkhardt (Emma); i el sud-coreà a Rob Evan, Mandy Gonzalez (Lucy) i Julie Reiber (Emma).
A Espanya va ser l'aposta de Raphael pel musical, qui s'embarcà amb el productor Luis Ramírez i interpretà els dos personatges, acompanyat de Marta Ribera (Lucy) i Margarita Marban (Emma). Va estrenar-se al setembre del 2000 a Madrid, sortint de gira per Espanya. A Barcelona va interpretar-se al teatre Novedades. Va publicar-se un CD amb les cançons principals del musical.

## Sinopsi
S'han enregistrat 3 versions de "Jekyll & Hyde". El tema central del show roman intacte; però diverses de les cançons han estat alterades, tallades i/ó substituïdes entre les diferents versions:

### I Acte
El públic és presentat a John Utterson i Sir Danvers Carew, ambdós havent estat associats amb el Doctor Henry Jekyll. Utterson va ser l'advocat de Jekyll i el seu millor amic, mentre que Sir Danvers havia de ser el sogre de Jekil. Ambdós cavallers fan retrocedir en el temps al públic per trobar a Jekill en un asil de bojos cantant sobre el seu pare comatós ("Lost in the Darkness"). Jekyll creu que el mal a l'ànima del seu pare ha causat la seva malaltia. Jekyll explica al públic la seva passió per descobrir perquè l'home és bo i malvat i els seus intents per separar el bé del mal ("I Need to Know").
Algun temps després, els rics i pobres del Londres victorià descriuen com la gent actua com volen que els vegin els altres, sense que importi el que realment hi ha dins ("Facade"). Poc després, Jekyll presenta una proposta de recerca al Gabinet de Governadors del St. Jude's Hospital. Sir Danvers, president del cabinet, està juntament amb Sa Gràcia Rupert, 14è Bisbe de Basingstoke, l'Honorable Sir Archibald "Archie" Proops, Lord Theodore "Teddy" Savage, Lady Elizabeth "Bessie" Beaconsfield, el General Lord Glossop i Simon Stride, el secretari. Tots, a excepció de Sin Danvers i Stride tots són pomposos i hipòcrites. Quan Jekyll proposa provar la seva teoria i la seva fórmula sobre un ésser humà (potser el seu pare), rebutgen la seva proposta amb crits de "sacríleg, boig, blasfem, heretge", votant cinc a zero, amb l'abstenció de Sin Danvers ("Jekyll's Plea"). Utterson intenta calmar a Jekyll, sabent que està obsessionat amb les condicions del seu pare. Jekyll creu que podria "salvar" aquells que han caigut en la mateixa foscor. Utterson urgeix al seu amic que si creu que té raó amb la seva teoria, hauria de continuar ("Pursue The Truth").
Aquella mateixa nit, el bo i millor de la societat es troba a la residència de Sir Danvers, on se celebra una festa pel prometatge de la seva filla Emma amb el Dr. Jekyll ("Facade - Reprise 1"). Durant la festa, els convidats –que inclouen els Governadors i Stride- mencionen com estan preocupats per què Emma es prometi amb un boig, però tant Sir Danvers i Emma fan costat a Jekull. Stride, que està enamorat d'Emma, parla amb ella en privat i intenta que ella raoni sobre el seu prometatge, però ella l'abandona ràpidament, dient que sent que pot ser qui vulgui ser amb Jekyll ("Emma's Reason").
Jekyll, tard com sempre, arriba poc abans que la festa marxi per veure els focs d'artifici, i comparteix un moment amb Emma. Tot i que l'adverteix que sempre estarà enfeinat amb el seu treball, Emma li promet que sempre estarà al seu costat torna ("Take Me as I Am"). Sir Danvers arriba i Jekyll marxa, i li diu a Emma que si bé Jekyll és un fill per ell, troba que serà difícil tolerar el seu comportament al cost de perdre la seva filla. Emma li assegura que mai no la perdrà; i que no ha de tenir por de deixar-la anar ("Letting Go").
Jekyll i Utterson marxen a un pub conegut com a "Red Rat", per la festa de solter de Jekyll ("Facade - Reprise 2"). Arriba la prostituta Lucy Harris i té alguns problemes amb el seu cap, conegut com "l'Aranya", però ella s'acomiada de moment. Malgrat la seva posició a la vida, Lucy apareix com de bon cor i estimada per les seves companyes, però té moments de contemplació sobre la seva vida ("No One Knows Who I Am").
Nellie, la mestressa alemanya del "Red Rat", trenca el somni de Lucy i l'envia a l'interior per fer el seu número ("Bring on the Men" substituí "Good 'n' Evil" a la versió de Broadway), que captiva a Jekyll. Després del número, Lucy comença a circular entre la clientela. Spider s'apropa a Lucy i la colpeja a la cara, tot exigint saber per què ha arribat tard. I tot i que Spider afirma que aquella nit està de bon humor, l'amenaça de matar-la si torna a passar. Jekill s'apropa a Lucy després de veure les accions de Spider i intenta ajudar-la mentre que Utterson es queda amb una altra noia del bar. Jekyll i Lucy es veuen atret per l'altre de manera que promet una gran amistat. Jekyll admet que la cançó de Lucy l'ha ajudat a trobar la resposta pel seu experiment. Utterson torna i Jekyll admet que ha de seguir el seu camí. Abans de marxar, dona a Lucy la seva targeta de visita i li diu que el vagi a veure sempre necessiti res.
Quan Utterson i Jekyll arriben a la residència d'aquest darrer, Utterson adverteix que Jekyll està de millor humor. Jekyll li diu que ha trobat un objecte pels seus experiments. Utterson li recomana que se'n vagi al llit i marxa. Jekyll pregunta al seu majordom, Poole, sobre el seu pare, i Poole li respon que era un home molt bo. Després de reaccionar content al comentari, Jekyll l'acomiada a la nit. Jekyll ignora el consell d'Utterson i se'n va directe al seu laboratori, excitat perquè ha arribat el moment per portar a terme el seu experiment ("This Is The Moment"). Prenent notes contínues sobre l'experiment al seu diari, Jekyll barreja els elements per crear la seva fórmula, HJ7, i l'injecta al subjecte: ell mateix. Després d'un minut, la poció fa efecte, i ell xiscla de dolor, transformant-se en una forma malvada de si mateix ("Transformation"). Amb un humor negre escriu al seu diari un "desenvolupament no esperat". Marxa i recorre els carrers, agafant les imatges i els sorolls de Londres, inclosa una trobada amb Lucy, donant-li un nom: Edward Hyde ("Alive").
Una setmana després ningú no ha sentit res de Jekyll. Emma, Sir Danvers i Utterson pregunten a Poole on està, però Emma decideix marxar i creu que Jekyll tornarà per ella quan hagi acabat la seva feina. Després, que Emma i Sir Danvers hagin marxat, Poole diu a Utterson que Jekyll ha estat tancat al seu laboratori tot aquest temps i que ha escoltat sorolls estranys. Jekyll, que sembla angoixat, surt del laboratori i envia a Poole a buscar uns productes. Utterson li fa front preguntant-lo què ha estat fent, però Jekyll no li respon. En canvi, li dona 3 cartes: una per Emma, una pel seu pare i la darrera pel mateix Utterson per si Jekyll caigués malalt o desaparegués. Utterson demana a Jekyll que no deixi que el seu treball l'absorbeixi. Mentrestant, Emma i Sir Danvers parlen sobre si és prudent que Emma es casi amb un home que sembla haver caigut en un abisme sense fi. Emma de nou diu al seu pare que nten que el treball de Jekyll és important ("His Work and Nothing More").
Amb la targeta de visita a la mà, Lucy arriba a la residència de Jekyll amb un cop desagradable a l'esquena. Quan Jekyll l'amenaça, ella li respon que li ho va fer un home anomenat Hyde. Jekyll està bocabadat, però s'ho amaga. Òbviament enamorada d'ell, Lucy el besa ("Sympathy, Tenderness"). Preocupat per les seves pròpies accions, Jekyll abandona a Lucy, qui es pregunta sobre el seu amor per ell ("Someone Like You").
Més tard, el bisbe de Basingtoke és vist amb Nellie després d'una reunió amb una de les seves meuques, que és una menor. Paga a Nellie i queda per veure la noia el següent divendres. Quan Nellie i la noia marxen, Hyde apareix amb un bastó d'estoc amb una perilla de poltre pesat. Després d'insultar al bisbe, Hyde comença a colpejar-lo fins a la mort amb el bastó abans de cremar el cos entre rialles ("Alive — Reprise").

### II Acte
Utterson i Sir Danvers parlen al públic de nou sobre els fets passats amb Jekyll: Utterson comença a sentir que no pot ajudar al seu amic i client, mentre que Danvers creu que hi ha quelcom que va horriblement malament amb el seu treball, car no se sap d'ell des de fa setmanes.
Els ciutadans de Londres s'espanten per la mort del Bisbe. Els Carews, els altres quatre Governadors, Stride i Utterson assisteixen al funeral del bisbe a la Catedral de Sant Pau, sense adonar-se que Hyde també es troba present. Després del funeral, el General Glossep i Lord Savage abandonen Sant Pau, parlant sobre el seu col·lega mort. Hyde sorprèn Glossp i el mata clavant-li l'estoc a la boca mentre que Teddy ho mira petrificat d'horror. Stride arriba a l'escena, només per veure com Hyde marxa. Mentre que els londinencs parlen sobre el segon assassinat, Jekyll és vist visitant l'apotecari, Bisset, pels productes que Poole li encarregà. En manquen dos, que arribaran l'endemà a la nit. Aquella mateixa nit, més tard, Teddy apareix abandonant el Mayfair Club amb Sir Proops i Lady Beaconsfield, Hyde apareix de les ombres i després de reconèixer-lo, Teddy intenta que Bessie entri. Quan Hyde diu que els hipòcrites han de penjar junts, Archie avança absurdament cap a Hyde i li diu que marxi; però Hyde treu una daga i apunyala a Archie al costat abans d'agafar el coll de Bessie amb les seves pròpies joies. Teddy, després de veure's obligat a mirar, busca l'oportunitat de fugir. Mentre que la ciutat reacciona davant d'aquests dos assassinats més, els Carew troben un frenètic Teddy a Victoria Station i s'assabenten que fuig cap a Aberdeen. Els Carew li desitgen un bon viatge i tornen cap a casa. Però llavors apareix Hyde, trenca el coll de Teddy i llença el seu cos a les vies del tren. Finalment, els cinc Governadors que van negar-se a la proposta de Jekyll són morts ("Murder, Murder").
Una nit, Emma entra al laboratori de Jekyll. Troba el diari obert i llegeix una de les seves entrades. Jekyll entra i immediatament tanca el diari, evitant que ella sàpiga en què s'ha transformat ell. Emma pot veure que està embogit. Li professa el seu amor i li demana que confiï en ell ("Once Upon a Dream"). Ell no li diu res del seu treball, però li diu que encara l'estima. Després que Emma marxi, Jekyll escriu al seu diari que Hyde ha penetrat molt en ell i en els que l'envolten, i que les transformacions tenen lloc sense prendre la poció. La seva entrada és interrompuda quan Utterson arriba al laboratori, intentant esbrinar qui és Edward Hyde, hereu únic de Jekyll segons li deia a la carta. Jekyll només li diu que Hyde és un col·lega que participa en l'experiment. Utterson pot veure que el seu amic i client està molt malalt i acorda aconseguir la resta de productes que Jekyll necessita. Jekyll, un cop sol de nou, comença a encarar el fet que Hayde és una part d'ell ("Obsession"). Al mateix temps, tant Lucy i Emma es pregunten sobre el seu amor vers el mateix home ("In His Eyes").
Al Red Rat, Nellie i Lucy canten sobre la seva professió i perquè segueixen ("Girls of the Night"). Lucy és visitada per Hyde, que li diu que marxarà un temps. L'adverteix que mai no l'abandoni. Lucy està espantada, però sembla que Hyde té un domini sexual i animal sobre ella ("Dangerous Game"). Mentre que marxen junts, Spider es dirigeix als clients del "Red Rat", advertint-los que sempre han d'estar atents dels perills que els envolten ("Facade - Reprise 3").
Utterson va al laboratori de Jekyll amb la resta de productes i descobreix a Hyde, que l'informa que el doctor "no està disponible" aquella nit. Utterson es nega a deixar el paquet a nin gú que no sigui el seu amic i demana saber on està. Hyde li respon que, encara que li ho digui, Utterson no el creurà. Quan Utterson l'amenaça amb el seu bastó d'estoc, Hyde s'injecta la fórmula, enmig de rialles i es transforma en Jekyll davant d'un sorprès Utterson. Jekyll diu a Utterson que Hyde ha de ser destruït, costi el que costi. Llavors demana a Utterson que li doni diners a Lucy per tal que pugui escapar cap a la seguretat. Quan Utterson marxa, Jekyll barreja els productes i s'injecta la nova fórmula, pregant per poder restaurar la seva vida anterior ("The Way Back").
Utterson visita a Lucy al "Red Rat" amb els diners i una carta de Jekyll, que li demana que deixi la ciutat i comenci una nova vida on sigui. Després que Utterson marxi, Luvy es pregunta sobre les possibilitats ("A New Life"). Llavors, Hyde torna. Veient la carta de Jekyll, li diu que ell i el doctor són "molt properes". Mentre que parla tranquil·lament amb Lucy, aconseguint que ella no sospiti res, la mata ("Sympathy, Tenderness" - Reprise). El vil assassí marxa rient, mentre que els clients del "Red Rat" troben el cadàver de Luvy i la porten en una llitera. Cobert de la sang de Lucy, Jekyll torna al seu laboratori i s'encara amb Hyde en una batalla final pel control ("Confrontation").
Més tard, Utterson diu al públic que Jekyll s'ha rendit a la seva tasca de "trobar la veritat", condemnant el seu pare a la foscor. Malgrat to, com diria Sir Danvers, el doctor ha tornat al so de campanes de noces ("Facade - Reprise 4").
Setmanes després, Jekyll sembla que ha guanyat, i juntament amb Emma està davant del capellà al seu casament a St. Anne's Church ("The Wedding" també "Dear Lord and Father of Mankind"). Mentre que el capellà comença la cerimònia, Jekyll crida de dolor i es transforma en Hyde. Llavors, Hyde mata a Stride, convidat al casament, abans de prendre a Emma com a ostatge. Gràcies al so de la veu d'Emma demanant pietat, Jekyll pot obtenir momentàniament el control; i demana a Utterson que el mati, però Utterson no pot ferir el seu amic. Desesperat, Jekyll es llança sobre l'espasa d'Utterson. Emma plora mentre que Jekyll mor ("Finale").

## Personatges
- Dr. Henry Jekyll/Edward Hyde.
- Lucy Harris – la principal atracció del "The Red Rat".
- Emma Carew – promesa de Jekyll.
- John Utterson – amic i advocate de Jekyll.
- Sir Danvers Carew – pare d'Emma I President del Cabinet de Governadors.
- Simon Stride – secretari del Cabinet de Governadors i rival de Jekyll per l'afecte d'Emma.
- Lord Savage – member del Cabinet de Governadors.
- Bisbe de Basingstoke – hipòcrita, sàdic i pervertit sexual membre del Cabinet de Governadors.
- Lady Beaconsfield – l'única dona del Cabinet de Governadors.
- The Rt. Hon. Sir Archibald Proops – membre del Cabinet de Governadors.
- General Lord Glossop – member retirat de l'exèrcit pompós i membre del Cabinet de Governadors.
- Spider – proxeneta i amo del "The Red Rat".
- Nellie – mestressa del "The Red Rat".
- Poole – el lleial majordom de Jekyll.

## Cançons

### Cançons de la producció de Broadway
Totes les cançons tenen música i lletres de Frank Wildhorn i Leslie Bricusse, llevat de "Transformation," "Alive," "His Work i Nothing More," "Alive Reprise," "Murder, Murder," i "Once Upon A Dream,", que tenen lletres de Steve Cuden, Frank Wildhorn, i Leslie Bricusse.
| I Acte - Lost in the Darkness — Dr. Henry Jekyll - Facade — Cor - Jekyll's Plea — Henry Jekyll, Mr. Simon Stride, Sir Danvers Carew i el Gabinet de Governadors - Pursue the Truth — Henry Jekyll i Mr. John Utterson - Facade (Reprise 1) — Cor - Emma's Reasons — Mr. Simon Stride i Emma Carew - Take Me as I Am — Henry Jekyll i Emma Carew - Letting Go — Sir Danvers Carew i Emma Carew - Facade (Reprise 2) — Cor - No One Knows Who I Am — Lucy Harris - Good 'N' Evil — Lucy Harris i Cor - Here's to the Night / Jekyll Meets Lucy - Lucy Harris & Henry Jekyll - Now There is No Choice - Henry Jekyll - This Is the Moment — Henry Jekyll - First Transformation — Henry Jekyll i Edward Hyde - Alive — Edward Hyde - His Work, i Nothing More — Henry Jekyll, John Utterson, Sir Danvers Carew i Emma Carew - Sympathy, Tenderness — Lucy Harris - Someone Like You — Lucy Harris - Alive (Reprise) — Edward Hyde i Cor | II Acte - Murder, Murder — Un Noi Venedor de Diaris i Cor - Once Upon a Dream — Emma Carew - Obsession — Dr. Henry Jekyll - In His Eyes — Lucy Harris i Emma Carew - Dangerous Game — Edward Hyde i Lucy Harris - Facade (Reprise 3) — Spider i Cor - The Way Back — Henry Jekyll - A New Life — Lucy Harris - Sympathy, Tenderness (Reprise) — Edward Hyde - Lost in the Darkness/The Way Back & Confrontation — Henry Jekyll & Edward Hyde - Facade (Reprise 4) — Cor - The Wedding — Noi Soprano - Finale — Emma Carew |

### Cançons de la producció actualment en llicència
Totes les cançons tenen música i lletres de Frank Wildhorn i Leslie Bricusse, llevat de "Transformation," "Alive," "His Work i Nothing More," "Alive Reprise," "Murder, Murder," i "Once Upon A Dream,", que tenen lletres de Steve Cuden, Frank Wildhorn, i Leslie Bricusse.
| I Acte - Prologue / Lost in the Darkness — Dr. Henry Jekyll - I Need to Know - Henry Jekyll - Facade — Cor - Jekyll's Plea — Henry Jekyll, Mr. Simon Stride, Sir Danvers Carew i el Gabinet de Governadors - Pursue the Truth — Henry Jekyll i Mr. John Utterson - Emma's Reasons — Mr. Simon Stride i Emma Carew - I Must Go On - Henry Jekyll i Emma Carew - Take Me as I Am — Henry Jekyll i Emma Carew - Letting Go — Sir Danvers Carew i Emma Carew - Bring on the Men - Lucy Harris - Here's to the Night / Jekyll Meets Lucy - Lucy Harris & Henry Jekyll - Now There is No Choice - Henry Jekyll - This Is the Moment — Henry Jekyll - First Transformation — Henry Jekyll i Edward Hyde - Alive — Edward Hyde - His Work, i Nothing More — Henry Jekyll, John Utterson, Sir Danvers Carew i Emma Carew - Sympathy, Tenderness — Lucy Harris - Someone Like You — Lucy Harris - Alive (Reprise) — Edward Hyde i Cor | II Acte - Murder, Murder — Un Venedor de Diaris i Cor - Once Upon a Dream — Emma Carew - Streak of Madness — Dr. Henry Jekyll - In His Eyes — Lucy Harris i Emma Carew - Girls of the Night — Lucy Harris i Nellie - Dangerous Game — Edward Hyde i Lucy Harris - The Way Back — Henry Jekyll - A New Life — Lucy Harris - Sympathy, Tenderness (Reprise) — Edward Hyde - Lost in the Darkness i Confrontation — Henry Jekyll & Edward Hyde - Facade (Reprise 4) — Cor - The Wedding — Noi Soprano - Finale — Emma Carew |

## Intèrprets notables del musical
Jekyll/Hyde:
- Colm Wilkinson — Àlbum Conceptual Original – Selecció
- Anthony Warlow — Àlbum Gothic Thriller Original 1994
- Robert Cuccioli — Primera Gira pels Estats Units, repartiment original de Broadway
- Rob Evan — Broadway
- Joseph Mahowald - Broadway
- Jack Wagner — Broadway
- Sebastian Bach — Broadway
- David Hasselhoff — Broadway Final
- Chuck Wagner — 1987 Demo, Producció Original Alley 1990, segona gira nacional
- Drew Sarich — Colònia, Alemanya
- Yngve Gasoy-Romdal — Colònia i Magdeburg, Alemanya
- Thomas Borchert — repartiment original de Viena
- Ethan Freeman — Alemanya
- Jo Seung-woo — Seul, Corea del Sud
- Hong Kwang Ho - Seul, Corea del Sud
- Ryu Jung-han — Seul, Corea del Sud
- Takeshi Kaga — repartiment original Japonès
- Ethan Freeman — Bremen, Alemanya
- Darius Merstein — Bremen, Alemanya
- Steve Barton — Bremen, Alemanya
- Hans Peter Janssens — Anvers, Bèlgica
- Paul Nicholas — repartiment original del Regne Unit - Gira pel Regne Unit (2004)
- Raphael — repartiment original de Madrid
- Jesper Lundgaard — Herning, Dinamarca
- Daniel Hulka — Repartiment Txec 2005
- Aleksandr Domogarov — Moscou, Rússia
- Anders Ekborg — Ostgotateatern, Suècia
- Nando Prado — repartiment original de Brasil
- Brad Little — Gira Australàsia 2010
- Marti Pellow — Second Gira pel Regne Unit 2011

Lucy:
- Linda Eder — Creà el papel a la Producció Original Alley Production, la Primera Gira pels Estats Units i el repartiment original de Broadway.
- Coleen Sexton — Lucy Harris Final
- Marsia — repartiment original japonès
- Kate Shindle —
- Sharon Brown — Segona Gira pels Estats Units
- Louise Dearman — repartiment original del Regne Unit - Gira pel Regne Unit (2004)
- Lyn Liechty — repartiment original de Bremen
- Marta Ribera — repartiment original de Madrid
- Belinda Wollaston — Gira Australàsia 2010
- Eva Maria Marold — repartiment original de Viena
- Kacau Gomes — repartiment original de Brasil
- Sabrina Carter — Gira pel Regne Unit 2011

Emma/Lisa:
- Carolee Carmello — Àlbum Gothic Thriller Original 1994
- Christiane Noll — repartiment original de Broadway
- Anastasia Barzee— Broadway R
- Kelli O'Hara — Gira pels Estats Units
- Rebecca Spencer — Emma original a la producció original Alley 1990
- Margarita Marbán — repartiment original de Madrid
- Maya Hakvoort — repartiment original de Viena
- Rina Chinen — repartiment original japonès
- Kiara Sasso — repartiment original de Brasil
- Sarah Earnshaw — Gira pel Regne Unit 2011

Membres notables del Conjunt:
- Kate Shindle (Broadway)
- Heidi Blickenstaff (Segona Gira pels Estats Units)
- Deb Lyons (segona gira pels Estats Units)
- Amy Spanger
- Kelli O'Hara (Broadway)
- Emily Skinner
- David Delve
- Michael Taibi

## Enregistraments

### Enregistraments en anglès
1987 Àlbum DemoVersió de mostra del musical feta per a productors. Aquesta versió és molt diferent del musical complet. Facade no és tan important com en les versions posteriors. Una cançó "The Ballad of Dr Jekyll & Mr Hyde" té quatre reprises (semblant a Sweeney Todd). Altres cançons que només apareixen en aquesta versió són "Seven Solid Years, Jekyll's Disbelief", "Possessed, I Must Go On", "It's Over Now" (que es convertiria en "The Way Back") i "We Still Have Time". Les cançons "Facade", "Alive", "Murder, Murder!", "He Has His Work i Nothing More" i "Someone Like You" són molt diferents en les versions posteriors. La qualitat del so és molt pobre.
Àlbum conceptualEnregistrat el 1990, amb Colm Wilkinson com Jekyll/Hyde i Linda Eder cantant tant Lucy i Lisa (promesa de Jekyll, després anomenada Emma), aquest enregistrament té les versions originals de moltes cançons que després tornarien a ser treballades i incloses en formes alterades en enregistraments posteriors. És l'únic enregistrament que té la cançó "Love Has Come of Age", malgrat que havia de ser la peça central del musical.
Enregistrament complert
Enregistrat abans a la primera gira pels Estats Units al 1994, el títol sencer és "Jekyll & Hyde - The Gothic Musical Thriller: The Complete Work." És protagonitzat per Anthony Warlow com Jekyll/Hyde, Linda Eder com Lucy, Carolee Carmello com Lisa, Bill Nolte com Simon Stride" (que tenia un paper mot més preeminent en aquest punt), Amick Byram com Sir Archibald Proops QC" i Phillip Hoffman com Utterson". Aquest enregistrament té moltes més cançons que cap altre i curiosament és protagonitzat per Anthony Warlow, tot i que mai no l'interpretà al teatre. Aquest enregistrament presenta la encarnació de l'espectacle després de la seva major reescriptura per Broadway. Com a convidats especials estan la llegenda de Broadway John Raitt com Sir Danvers Carew i la cantant de R&B Brenda Russell com Nellie.
Enregistrament del repartiment de BroadwayAquest enregistrament de 1997 presenta a Robert Cuccioli com Jekyll & Hyde, Linda Eder com Lucy, Barrie Ingham com Sir Danvers, Raymond Jaramillo McLeod com Simon Stride i Christiane Noll com Emma. Enregistrament definitiu de Broadway, aquest CD mostra els arranjaments finals de les cançons del musical (a vegades per la seva longitud i complexitat), així com que s'eliminaren diverses trames menors. En general el preferit d'aquest enregistrament és la barreja de les veus femenines, amb el contrast entre Emma i Lucy més marcat, en oposició als duets soprano-soprano dels enregistraments anteriors.
Enregistrament en vídeo
La producció de Broadway va ser enregistrada en vídeo en viu al Plymouth Theatre al 2000, amb David Hasselhoff com  Jekyll/Hyde, Coleen Sexton com Lucy i Andrea Rivette com Emma. És l'únic enregistrament oficial del musical que existeix, tot i que existeixen diversos enregistraments no-oficials. El show tancà 3 mesos després que marxés Hasselhoff, després de ser el musical que va estar-se més temps al Plymouth Theatre.
Jekyll & Hyde: RESURRECTION
Aquest enregistrament del 2006 presentà a Rob Evan com Jekyll/Hyde, Kate Shindle com Lucy i Brandi Burkhardt com Emma, així com el guitarrista de rock Alex Skolnick. És un àlbum de estudi que formaria el programa de la gira, i tenia molt poques variacions respecte al
.
Enregistrament promocional australià
Protagonitzat per Simon Burke com Jekyll/Hyde, Delia Hannah com Lucy i Terri Crouch com Emma, va realitzar-se com a promoció de la producció australiana, que mai no s'arribà a realitzar. Totes les copies no venudes van ser recuperades, i és la versió més rara dels enregistraments de Jekyll&Hyde.

### Enregistraments estrangers
- Anvers (1997) – single promocional amb 4 cançons amb Hans Peter Janssens com Jekyll/Hyde, Ann Lauwereins com Lucy i Hilde Norga com Emma.
- Bremen (1999) – amb Ethan Freeman com Jekyll/Hyde, Lyn Liechty com Lucy, i Susanne Dengler com Lisa.
- Madrid (2001) – amb Raphael com Jekyll/Hyde, Marta Ribera com Lucy i Margarita Marban com Emma.
- Budapest (2001) - amb László Molnár com Jekyll/Hyde, Kata Janza com Lucy i Bernadett Tunyogi com Emma.
- Viena (2002) – amb Thomas Borchert com Jekyll/Hyde, Eva Maria Marold com Lucy i Maya Hakvoort com Lisa.
- Tokio (2003) – amb Takeshi Kaga com Jekyll/Hyde, Marsia com Lucy i Rina Chinen com Emma.
- Staatz (2005) – amb Werner Auer com Jekyll/Hyde, Brigitte Treipl com Lucy i Elizabeth Sikora com Lisa.
- Seul (2004) – amb Jo Seung-woo & Ryu Jung-han com Jekyll/Hyde, Kim Sun-young com Lucy i Kim So-hyun com Emma.
- Praga (2006) – amb Daniel Hůlka com Jekyll/Hyde, Tereza Duchková com Lucy i Kateřina Brožová com Emma. Té cançons amb Marián Vojtko com Jekyll/Hyde i Michaela Nosková i Lucy.
- Seul (2006) – CD doble amb Jo Seung-woo com Jekyll/Hyde, Lee Young-mi & Kim Sun-young com Lucy i Lee Hye-kyeoung com Emma.
- Estocolm (2008) - amb Mikael Samuelson com Jekyll/Hyde, Sarah Dawn Finer com Lucy i Myrra Malmberg com Emma.

Entre les cançons més famoses està, que va ser interpretada en dues ocasions als Jocs Olímpics i cantada per The Moody Blues en diverses celebracions esportives.

## Premis i nominacions

### Producció original de Broadway
| Any  | Premi                             | Categoria                            | Nominat                                           | Resultat   |
| ---- | --------------------------------- | ------------------------------------ | ------------------------------------------------- | ---------- |
| 1997 | Premi Drama Desk                  | Actor Més Destacat en un Musical     | Robert Cuccioli                                   | GUANYADOR  |
| 1997 | Premi Drama Desk                  | Actriu Més Destacada en un Musical   | Linda Eder                                        | Nominada   |
| 1997 | Premi Drama Desk                  | Escenografia Més Destacat            | Robin Phillips, James Noone i Christina Poddubiuk | GUANYADOR  |
| 1997 | Premi Theatre World               | Premi Theatre World                  | Linda Eder                                        | GUANYADORA |
| 1997 | Premi Tony                        | Millor Llibret de Musical            | Leslie Bricusse                                   | Nominat    |
| 1997 | Premi Tony                        | Millor Actor Protagonista de Musical | Robert Cuccioli                                   | Nominat    |
| 1997 | Premi Tony                        | Millor Vestuari de Musical           | Ann Curtis                                        | Nominada   |
| 1997 | Premi Tony                        | Millor Il·luminació                  | Beverly Emmons                                    | Nominada   |
| 1997 | Premi Outer Critics Circle        | Millor Musical                       | Millor Musical                                    | Nominada   |
| 1997 | Premi Outer Critics Circle        | Millor Actor Protagonista            | Robert Cuccioli                                   | GUANYADOR  |
| 1997 | Premi Outer Critics Circle        | Millor Actriz Protagonista           | Linda Eder                                        | Nominada   |
| 1997 | Premi Outer Critics Circle        | Millor Director                      | Robin Phillips                                    | Nominat    |
| 1997 | Premi Outer Critics Circle        | Millor Coreografia                   | Millor Coreografia                                | Nominat    |
| 1997 | Premi Outer Critics Circle        | Millor Il·luminació                  | Beverly Emmons                                    | Nominat    |
| 1997 | Premi Friends of New York Theatre | Millor Actriu Protagonista           | Christiane Noll                                   | GUANYADORA |

### Producció de Chicago
| Any                                                | Premi                  | Categoria                                       | Nominat         | Resultat  |
| -------------------------------------------------- | ---------------------- | ----------------------------------------------- | --------------- | --------- |
|                                                    | Premi Joseph Jefferson | Millor Actor Protagonista en un Musical de Gira | Robert Cuccoli  | GUANYADOR |
| Millor Actriz de Repartiment en un Musical de Gira | Premi Joseph Jefferson | Linda Eder                                      | Christiane Noll |           |